# Zamia macrochiera
Zamia macrochiera är en kärlväxtart som beskrevs av Dennis William Stevenson. Zamia macrochiera ingår i släktet Zamia och familjen Zamiaceae. IUCN kategoriserar arten globalt som akut hotad. Inga underarter finns listade i Catalogue of Life.